# Maria João Koehler
Maria João Koehler (ur. 8 października 1992 w Porto) – portugalska tenisistka.
Tenisową karierę rozpoczęła dokładnie w dzień swoich czternastych urodzin, tj. 8 października 2006 roku, wygrywając kwalifikacje do turnieju ITF w Bradze, w których wzięła udział dzięki dzikiej karcie. W turnieju głównym zakończyła swój udział na pierwszej rundzie. W czerwcu 2008 roku osiągnęła finał podobnego turnieju w Montemor-o-Novo, a w maju 2009 roku wygrała swoje pierwsze turnieje – singlowy w Cantahede i deblowy w Vila Real de Santo António. W sumie wygrała cztery turnieje singlowe i cztery deblowe rangi ITF.
W 2009 roku zadebiutowała również w rozgrywkach cyklu WTA, grając z dziką kartą w pierwszej rundzie gry pojedynczej turnieju Estoril Open. Na podobnych zasadach wzięła udział w tym samym turnieju w latach 2010 i 2011, ale też zakończyła rozgrywki na pierwszej rundzie. W 2011 roku zagrała w kwalifikacjach do turnieju wielkoszlemowego w US Open, w których przegrała z Kanadyjką polskiego pochodzenia Aleksandrą Wozniak w pierwszej rundzie. W styczniu 2012 roku zagrała z powodzeniem w kwalifikacjach do Australian Open, pokonując Misaki Doi, Marię Elenę Camerin oraz Julię Boserup, i zagrała w turnieju głównym. W pierwszej rundzie trafiła jednak na obrończynię tytułu, Kim Clijsters i przegrała 5:7, 1:6, tym samym odpadając z turnieju.
Po turnieju australijskim awansowała do drugiej setki światowego rankingu WTA, na miejsce 194.
Od 2008 roku jest reprezentantką swojego kraju w rozgrywkach Pucharu Federacji.

## Wygrane turnieje rangi ITF
| turnieje z pulą nagród 100 000 $ |
| turnieje z pulą nagród 75 000 $  |
| turnieje z pulą nagród 50 000 $  |
| turnieje z pulą nagród 25 000 $  |
| turnieje z pulą nagród 15 000 $  |
| turnieje z pulą nagród 10 000 $  |

### Gra pojedyncza
|    | Data       | Turniej   | Kat. | ($)     | Naw.     | Finalistka      | Wynik         |
| 1. | 24/05/2009 | Cantahede | ITF  | 10 000  | dywanowa | Nanuli Pipija   | 6:4, 2:6, 6:1 |
| 2. | 07/06/2009 | Amarante  | ITF  | 10 000  | twarda   | Melanie Gloria  | 6:3, 6:2      |
| 3. | 29/07/2012 | Astana    | ITF  | 100 000 | twarda   | Marta Sirotkina | 7:5, 6:2      |
| 4. | 01/07/2018 | Guimarães | ITF  | 15 000  | twarda   | Zeel Desai      | 6:1, 3:6, 6:1 |